# Кюльтепе I
Кюльтепе (Кюль-Тепе́, азерб. Kültəpə) — поселение, относящееся к эпохе неолита-энеолита, расположенное у села Кюльтепе Бабекского района Азербайджана, в 8 км к северо-востоку от Нахичевани, на берегу реки Нахчыванчай.

## Раскопки и изучение
Поселение было обнаружено в 1904 году армянским этнографом и краеведом Ервандом Лалаяном. В 1951 году азербайджанским археологом Османом Абибуллаевым были начаты раскопки в поселении. Была уточнена стратиграфия и этажи проведения раскопок. Этот памятник представлял собой разрушенный холм (азерб. təpə—тепе). В ходе раскопок был обнаружен культурный слой толщиной 22 м, 9 м которого относятся к медному веку, а остальная часть — к бронзовому и раннему железному. Находки из каждого слоя представляют собой глиняную посуду, скотоводческие и земледельческие орудия труда, украшения и оружие и др.
В Кюльтепе I впервые в Закавказье под куро-аракским слоем были открыты более древние культурные напластование.
Кроме этого в слое энеолита были обнаружены остатки строений и захоронения. Это строительное сооружение было круглой и местами четырёхугольной формы и было изготовлено из сырого кирпича. Диаметр круглых сооружений 6-8 м, а площадь четырёхугольных — около 15 км². Эти остатки сооружений свойственны многим памятникам, связанных с земледелием.
В слое энеолита было обнаружено 85 захоронений, из которых в 31 были найдены глиняная посуда, изделия из костей и камня, бусы.
Осман Абибуллаев занимался исследованием памятника Кюльтепе I около десяти лет. Ученый посвятил специальную монографию данному памятнику, а также написал серию публикаций.

## Металлургия
Советские учёные сделали вывод, что Кюльтепе является местом, где впервые в Закавказье найдены предметы из медно-мышьяковых сплавов, которые датируются IV тысячелетием до н. э.
Местный характер производства мышьяковистой меди подтверждён результатами химического исследования найденных там литейных форм и остатков литья.
Также в ходе археологических раскопок в Кюльтепе был обнаружен тендир, датируемый V—IV тысячелетиями до н. э. и относящийся к эпохе неолита.

## Кюльтепе II
Поселение Кюльтепе II находится в 4 километрах к северу от Кюльтепе I у слияния рек Джагричай и Нахчыванчай. Городище со следами куро-араксской культуры, среднего и позднего бронзового, раннего железного веков, возможно, было здесь размером в 5 гектаров, а в более поздний период поселение распространилось на 10 га, так что это было очень крупное поселение в этом регионе.

## Галерея

Находки из Кюльтепе. Музей истории Азербайджана
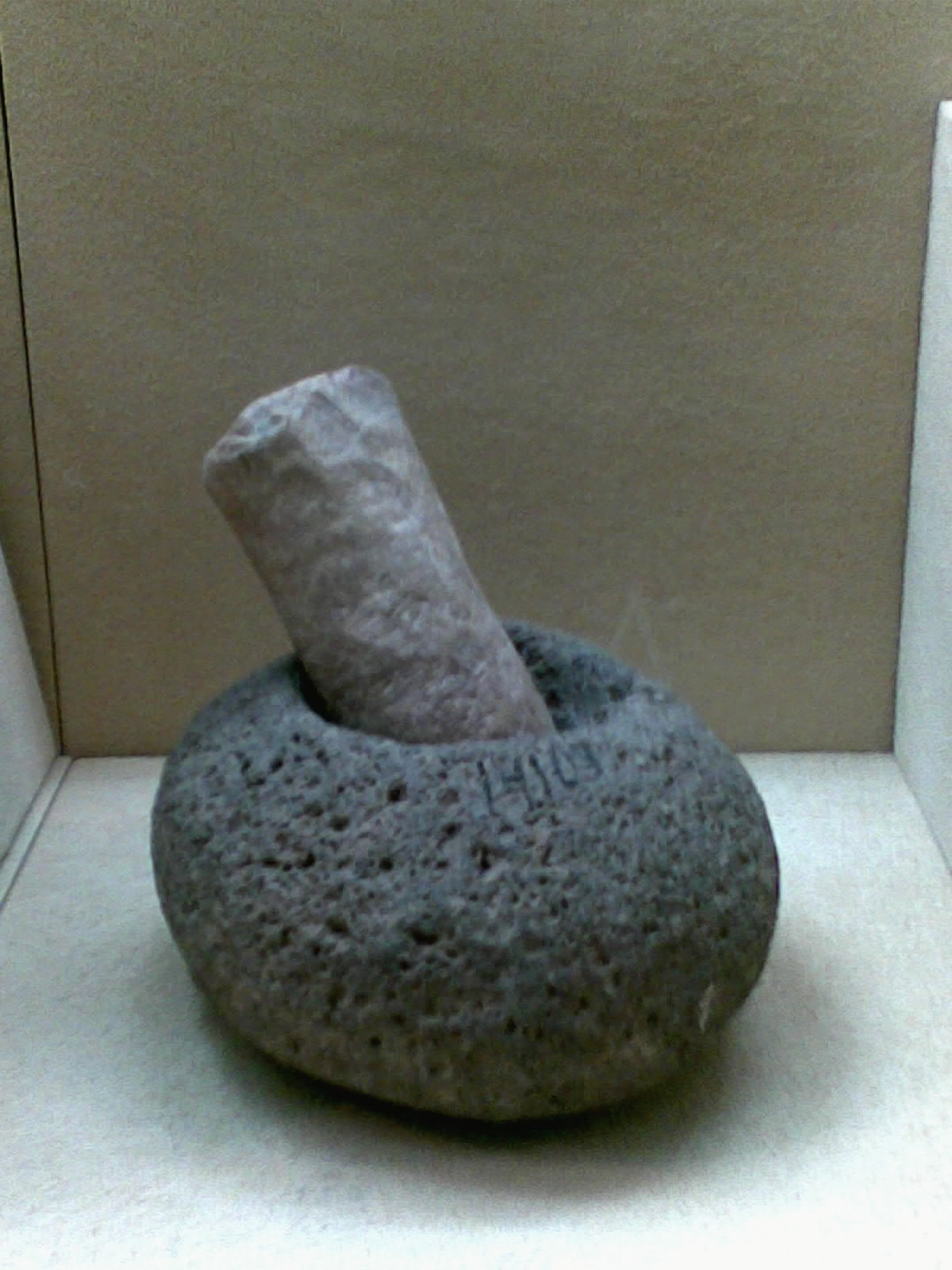
Ступа
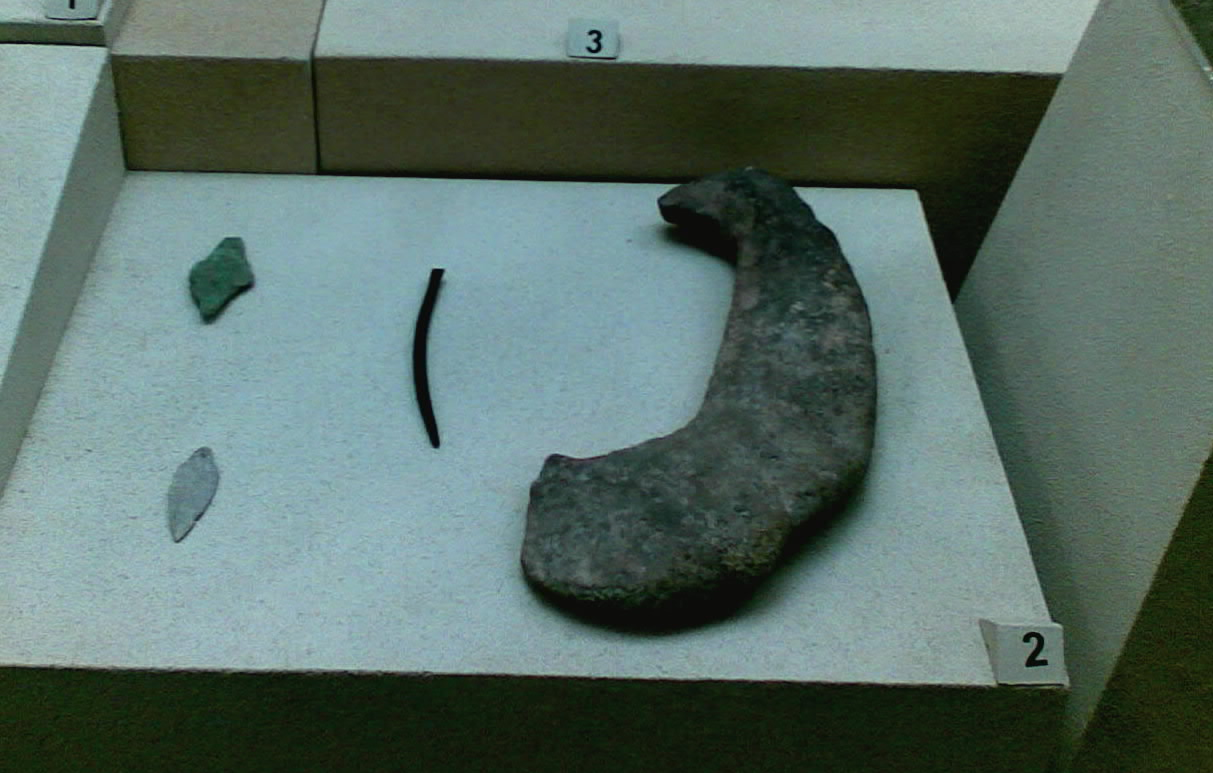
Наконечники стрел
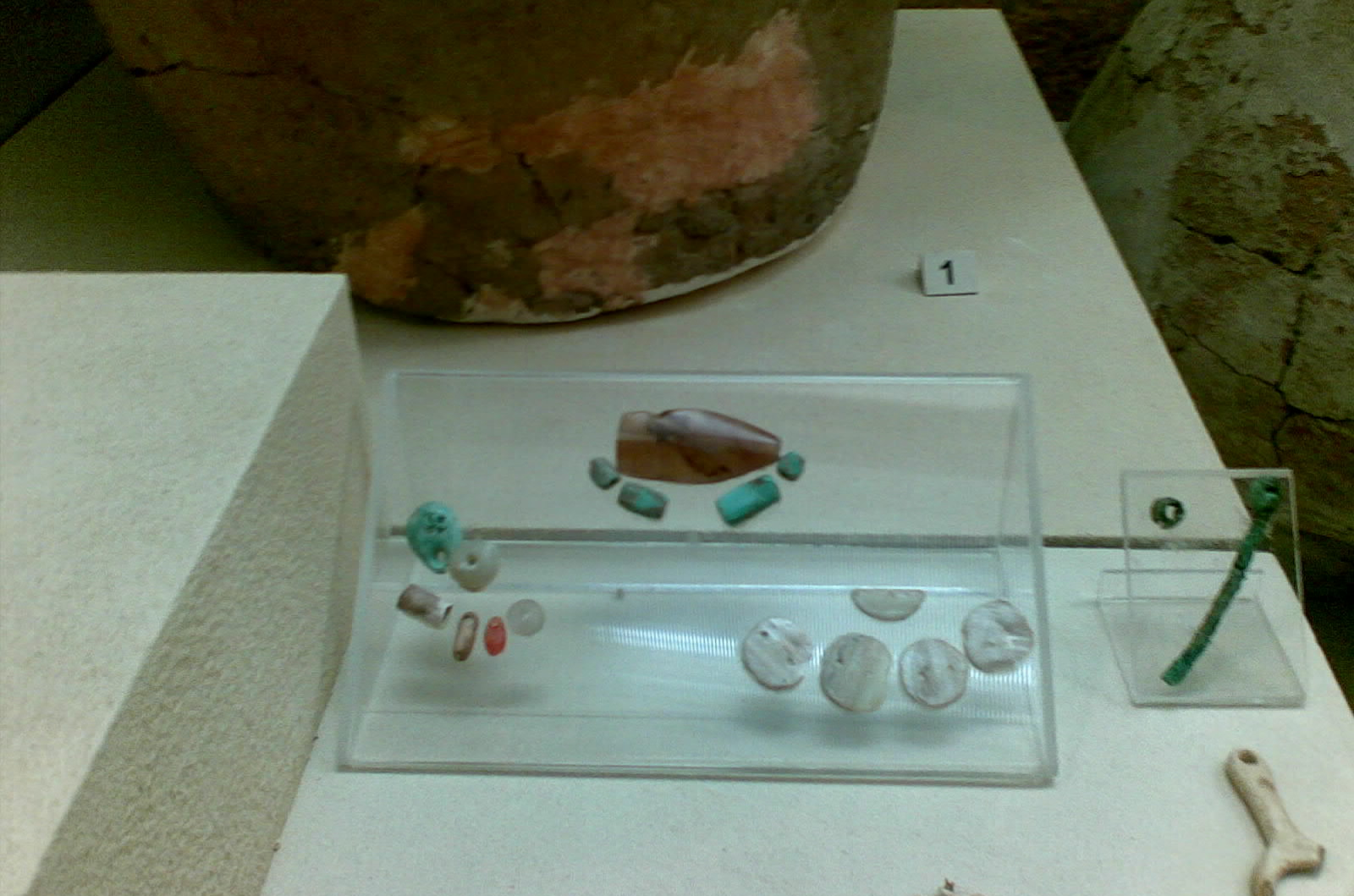
Украшения
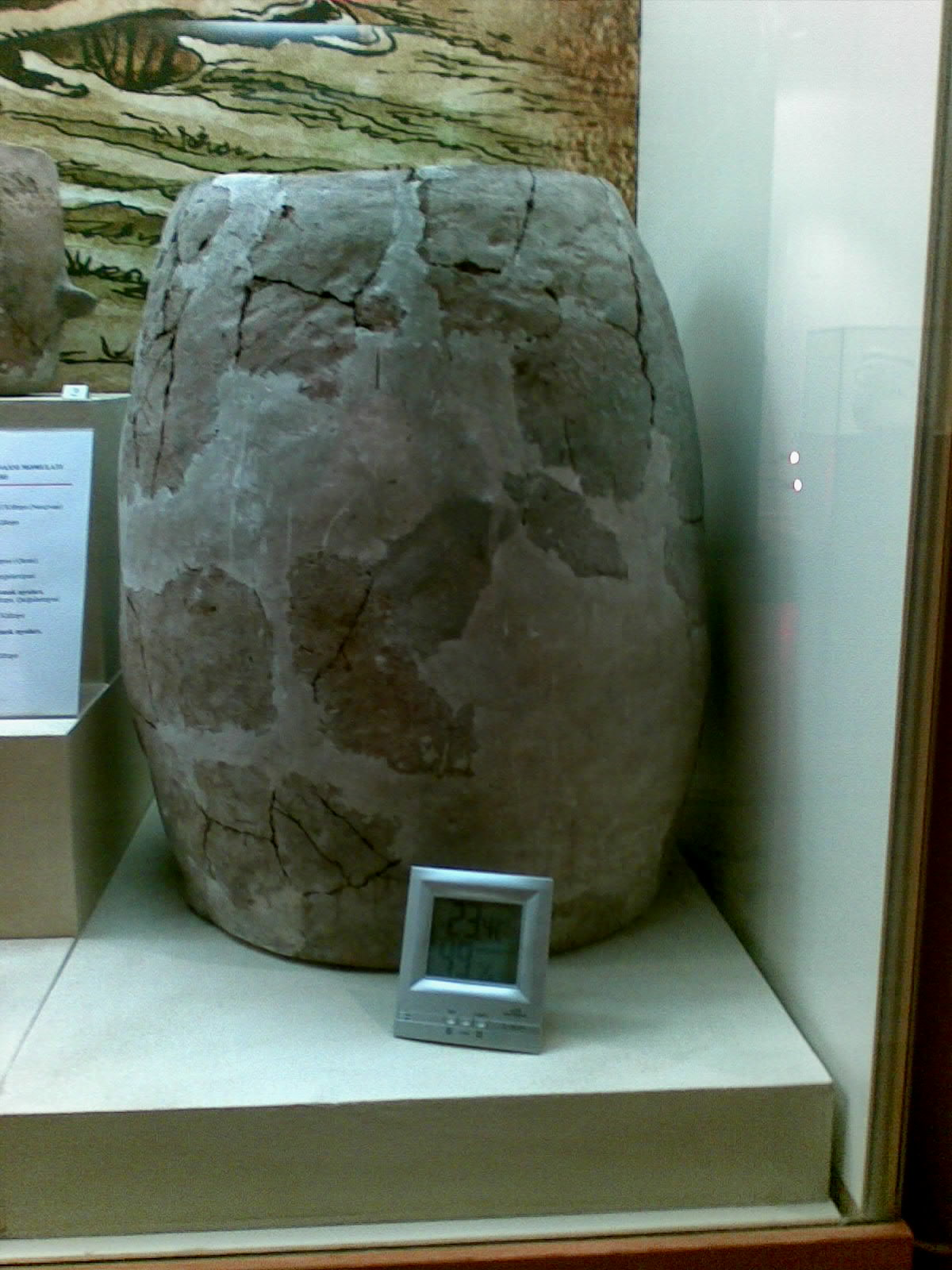
Глиняный кувшин